# Lucien Laurent
Lucien Laurent (* 10. Dezember 1907 in Saint-Maur-des-Fossés; † 11. April 2005 in Besançon) war ein französischer Fußballspieler und -trainer.

## Karriere

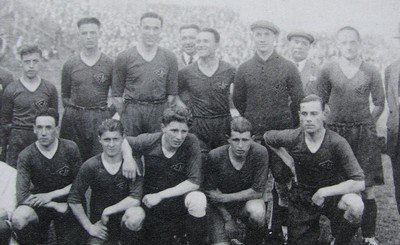
Lucien Laurent mit seinem Verein CA Paris (1928)

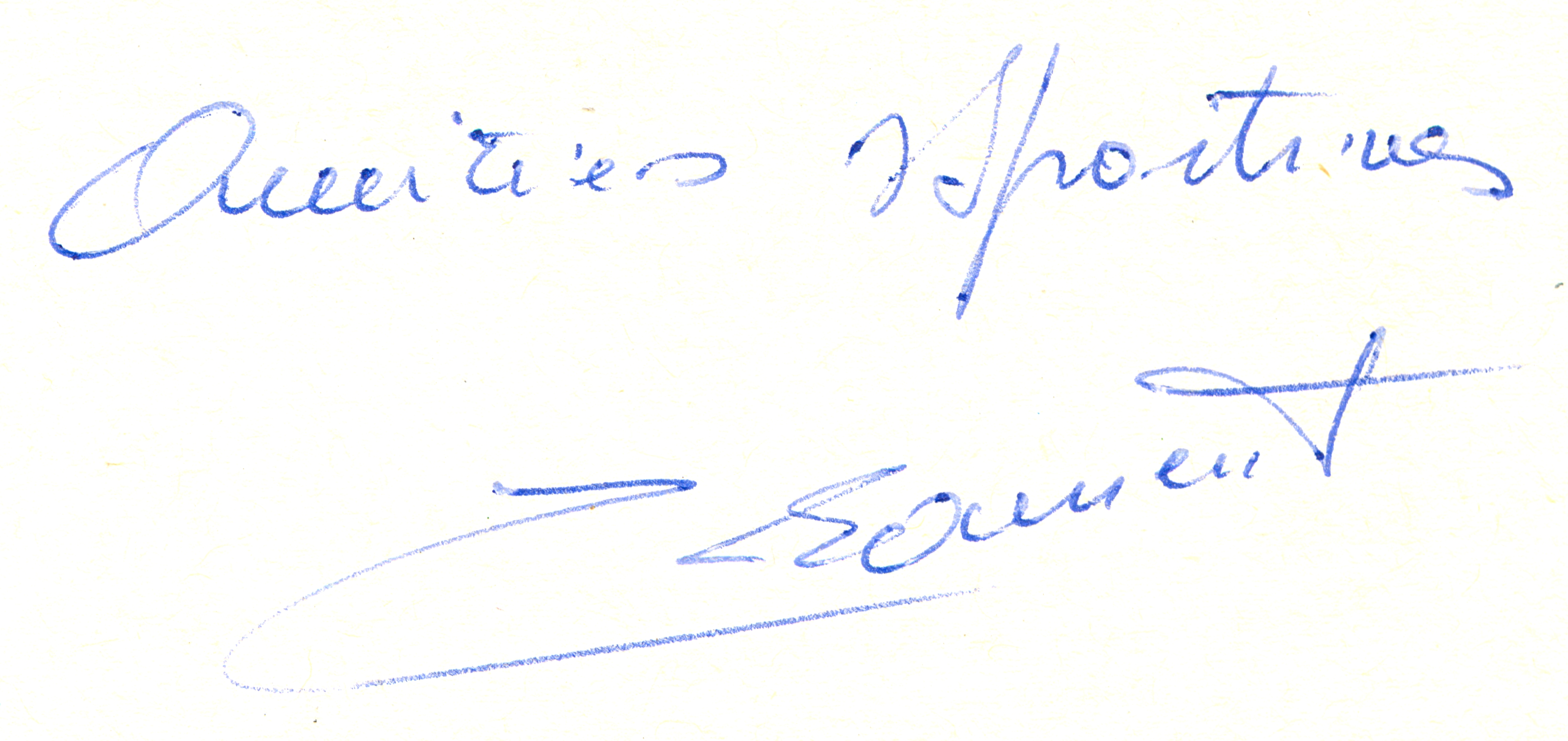
Autogramm von Lucien Laurent

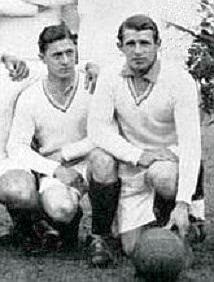
Lucien Laurent (links) mit Marcel Langiller (1930)

Der gelernte Automechaniker Laurent ging in die Fußballgeschichte ein, als er am 13. Juli 1930 in Uruguay der erste Torschütze der ersten Fußball-Weltmeisterschaft wurde. In der 19. Spielminute schoss er in Montevideo nach einer Vorlage von Marcel Langiller das 1:0 für Frankreich im Spiel gegen Mexiko. Das Spiel endete 4:1 für Frankreich. Der historischen Bedeutung seines einzigen WM-Tores war sich Laurent nicht bewusst und sagte später:

„Wir freuten uns natürlich alle über diesen Treffer, aber […] keiner hatte realisiert, dass ich Geschichte gemacht hatte. Ein kurzer Händedruck, das war’s, und schon ging’s weiter.“

Insgesamt bestritt Laurent zehn Länderspiele für Frankreich und erzielte dabei zwei Treffer. Auch bei der Weltmeisterschaft 1934 in Italien stand er im französischen Kader, wurde jedoch nicht eingesetzt. In der französischen Profiliga spielte der gemeinsam mit seinem Bruder Jean und Marcel Langiller bei CA Paris groß gewordene Lucien Laurent für den FC Sochaux-Montbeliard.
Lucien Laurent starb im Alter von 97 Jahren im Krankenhaus von Besançon.